# Kenneth Omeruo
Kenneth Omeruo (født 17. oktober 1993) er en nigeriansk professionel fodboldspiller, som spiller for Süper Lig-klubben Kasımpaşa og Nigerias landshold. Han spiller som forsvarsspiller, og har spillet for diverse nigerianske ungdomslandshold.